# Clifton James
Clifton James (Spokane, Washington, 1920. május 29. – Gladstone, Oregon, 2017. április 15.) amerikai színész.

## Filmjei

### Mozifilmek
- Terror-kísérlet (Experiment in Terror) (1962)
- Bandita kerestetik (Invitation to a Gunfighter) (1964)
- Üldözők (The Chase) (1966)
- Bilincs és mosoly (Cool Hand Luke) (1967)
- A magányos cowboy (Will Penny) (1967)
- Zsiványok (The Reivers) (1969)
- Nagyvárosi légió (The New Centurions) (1972)
- Élni és halni hagyni (Live and Let Die) (1973)
- Eljő a jeges (The Iceman Cometh) (1973)
- Az utolsó szolgálat (The Last Detail) (1973)
- A nevető rendőr (The Laughing Policeman) (1973)
- Bankrablás (Bank Shot) (1974)
- Pénzt vagy életet! (Juggernaut) (1974)
- Az aranypisztolyos férfi (The Man with the Golden Gun) (1974)
- Száguldás gyilkosságokkal (Silver Streak) (1976)
- Gáz van, jövünk! 2. (The Bad News Bears in Breaking Training) (1977)
- Az első számú gyanúsított (Where Are the Children?) (1986)
- Aki legyőzte Al Caponét (The Untouchables) (1987)
- Bocsi, világvége (Whoops Apocalypse) (1988)
- Kiállítva (Eight Men Out) (1988)
- Nőstényördög (She-Devil) (1989)
- Hiúságok máglyája (The Bonfire of the Vanities) (1990)
- Lone Star – Ahol a legendák születnek (Lone Star) (1996)
- Napfényes Florida (Sunshine State) (2002)

### Tv-filmek
- Halál a toronyban (The Deadly Tower) (1975)
- Carolina szégyenfoltjai (Carolina Skeletons) (1991)

### Tv-sorozatok
- Gunsmoke (1958–1970, öt epizódban)
- Naked City (1959–1960, három epizódban)
- Mannix (1968, egy epizódban)
- Bonanza (1968, 1971, két epizódban)
- Hazárd megye lordjai (The Dukes of Hazzard) (1980, egy epizódban)
- Texas (1981, 38 epizódban)
- Lewis & Clark (1981–1982, 13 epizódban)
- A szupercsapat (The A-Team) (1983, két epizódban)
- Út a mennyországba (Highway to Heaven) (1984, egy epizódban)
- Gyilkos sorok (Murder, She Wrote) (1988, egy epizódban)
- Dallas (1990, négy epizódban)

## További információ
- Clifton James a PORT.hu-n (magyarul)
- Clifton James az Internetes Szinkronadatbázisban (magyarul)
- Clifton James az Internet Movie Database-ben (angolul)
- Clifton James a Rotten Tomatoeson (angolul)